# La Fusée de l'épouvante
Pour plus de détails, voir Fiche technique et Distribution.
La Fusée de l'épouvante (It! The Terror from Beyond Space) est un film de science-fiction américain réalisé par Edward L. Cahn et sorti en 1958.

## Synopsis
La première mission habitée vers Mars est décimée par une créature inconnue des humains. Elle s'attaque bientôt aux survivants sur la navette de secours…

## Fiche technique
- Titre : La Fusée de l'épouvante
- Titre original : It! The Terror from Beyond Space
- Réalisation : Edward L. Cahn
- Scénario : Jerome Bixby
- Musique : Paul Sawtell et Bert Shefter
- Directeur de la photographie : Kenneth Peach
- Montage : Grant Whytock
- Effets spéciaux de maquillage : Lane Britton et Loren Cosand
- Direction artistique : William Glasgow
- Effets spéciaux : Paul Blaisdell
- Producteurs : Edward Small et Robert E. Kent
- Compagnie de production : Vogue Pictures
- Société de distribution : United Artists
- Pays de production : États-Unis
- Langue : anglais
- Son : Mono (Western Electric Sound System)
- Genre : science-fiction
- Image : Noir et blanc
- Format : 35 mm
- Ratio écran : 1.37:1 (Diffusion en salles : 1.85:1)
- Procédé cinématographique : Sphérique
- Durée : 69 minutes
- Dates de sortie :  
  - 14 août 1958 : États-Unis
  - 26 octobre 1966 : France

## Distribution
- Marshall Thompson : Colonel Edward Carruthers
- Shirley Patterson : Ann Anderson
- Kim Spalding : Colonel Van Heusen
- Ann Doran : Mary Royce
- Dabbs Greer : Eric Royce
- Paul Langton : Lieutenant James Calder
- Robert Bice : Major John Purdue
- Richard Benedict : Bob Finelli
- Richard Hervey : Gino Finelli
- Thom Carney : Joe Kienholz
- Ray Corrigan : le monstre